# Oriol
Oriol (en ruso: Орёл; [ʌˈrʲol], a veces transliterada como Orel) es una ciudad de Rusia, capital del óblast de Oriol. Está ubicada junto al río Oká, aproximadamente a 360 km al sur-sudoeste de Moscú.
En 2023, la ciudad tenía una población de 296 633 habitantes.
Es una encrucijada en la red de carreteras y líneas férreas; desarrolla una actividad comercial basada en los productos agrícolas. La industria comprende sectores como la maquinaria, la confección, las fábricas de cerveza y de harina.

## Historia

### Orígenes y Edad Media
Si bien no existen registros históricos, la evidencia arqueológica muestra que existió un asentamiento fortificado entre los ríos Oka y Orlik ya en el siglo XII, cuando la tierra formaba parte del Principado de Chernígov. El nombre de la fortaleza es desconocido; es posible que no se haya llamado Oriol en ese momento. En siglo XIII, la fortaleza se convirtió en parte del distrito Zvenigorod del Principado de Karachev. A principios del siglo XV, el territorio fue conquistado por el Gran Ducado de Lituania. La ciudad pronto fue abandonada por su población, después de ser saqueada por los lituanos o la Horda de Oro. El territorio se convirtió en una parte del Zarato de Rusia en el siglo XVI.
Iván el Terrible decretó que se construyera una nueva fortaleza en el lugar en 1566, con el propósito de defender las fronteras del sur del país. La fortaleza fue construida muy rápidamente, el trabajo comenzó en el verano de 1566 y terminado en la primavera de 1567. La ubicación elegida no era ideal desde el punto de vista estratégico, ya que la fortaleza se encontraba en un terreno bajo e inundado estacionalmente, fácilmente enfocado desde el terreno alto vecino. El falso Dmitri I y su ejército pasaron por Oriol en 1605; Ivan Bolotnikov en 1606; Dmitri II acampó en Oriol durante el invierno de 1607-1608. La intervención polaca lo saqueó en 1611 y 1615; la población huyó después del segundo saqueo y se mudó a Mtsensk. Sin embargo, Orlovsky Uyezd continuó existiendo en el papel.
Oriol fue reconstruido en 1636. La cuestión de mover la fortaleza a un terreno más ventajoso estaba en el aire hasta la década de 1670, pero el movimiento nunca se realizó. La fortaleza se consideró innecesaria y desarmada a principios del siglo XVIII. A mediados del siglo XVIII, Oriol se convirtió en uno de los principales centros de producción de cereales, siendo el río Oka la principal ruta comercial hasta la década de 1860 cuando fue reemplazado por un ferrocarril.
Oriol recibió el estatus de ciudad en 1702. En 1708 se incluyó como parte de la Gubernia de Kiev; en 1719, la provincia de Oriol se creó dentro de la provincia de Kiev. La Provincia fue transferida a la recién creada Gubernia de Bélgorod en 1727. El 11 de marzo (28 de febrero estilo antiguo) de 1778 se creó la vice realeza de Oriol a partir de partes de las Gubernias de Vorónezh y Bélgorod. En 1779, la ciudad fue reconstruida casi por completo con base en un nuevo plan; y el río Oriol pasó a llamarse Orlik ("águila pequeña").

### Revolución rusa y Segunda Guerra Mundial
Después de la Revolución de octubre de 1917, la ciudad estuvo en manos bolcheviques, excepto por un breve período comprendido entre el 13 de octubre y el 20 de octubre de 1919, cuando fue controlada por el Ejército Blanco de Anton Denikin.
La ciudad se movió una vez más entre diferentes oblasts en los años 1920 y 1930 (al principio como Gubernia de Oriol hasta 1928, entonces Región Central de la tierra negra entre 1928 y 1934, finalmente en el óblast de Kursk), convirtiéndose finalmente en el centro administrativo de su propio óblast el 27 de septiembre de 1937.
La prisión de Oriol era un lugar notable de encarcelamiento para presos políticos y prisioneros de guerra de la Segunda Guerra Mundial. Christian Rakovsky, Maria Spiridonova, Olga Kameneva y otros 160 prisioneros políticos prominentes fueron fusilados el 11 de septiembre de 1941 por orden de Iósif Stalin en el bosque de Medvedev, a las afueras de Orel.
Durante la Segunda Guerra Mundial, Orel fue ocupada por la Wehrmacht el 3 de octubre de 1941 y liberada el 5 de agosto de 1943, después de la batalla de Kursk. La ciudad fue destruida casi por completo.

## Administración
Oriol es el centro administrativo de la óblast homónima, una de las que forman el distrito federal Central del país. Dentro de la óblast, se ubica geográficamente en el centro del raión de Oriol, del cual alberga la sede administrativa y el ayuntamiento del ókrug municipal que dicho raión forma. Sin embargo, la ciudad no pertenece al raión y su término municipal forma un enclave separado en el interior del mismo, constituido administrativamente como un ókrug urbano directamente subordinado a la óblast, con su propio ayuntamiento separado del ókrug municipal circundante. El territorio del ókrug urbano de Oriol se subdivide en cuatro "raiones urbanos":
- Zheleznodorozhny (54 515 habitantes en 2023)[1] - literalmente significa "distrito ferroviario" y se ubica al este.
- Zavodskói (103 065 habitantes en 2023)[1] - literalmente significa "distrito industrial" y se ubica al suroeste.
- Severni (62 856 habitantes en 2023)[1] - literalmente significa "distrito del norte" y se ubica al noreste.
- Sovetski (76 197 habitantes en 2023)[1] - literalmente significa "distrito del sóviet" y se ubica al oeste.

En febrero de 2012 la Duma de la ciudad suprimió la elección directa del alcalde. En diciembre de 2013, se celebró un referéndum, donde el 71% de la población apoya el regreso de elección de la alcaldía directa.

## Clima
Oriol tiene un clima continental húmedo con inviernos fríos y veranos templados. La primera mitad del invierno es algo más suave que la segunda, con deshielos frecuentes. En enero-febrero, prevalece el clima helado, las heladas severas son posibles. Febrero es el mes más duro del invierno. Mientras que marzo es aún frío, la primavera se deja notar a principios de abril. Los veranos tienen períodos alternos de calor intenso y clima más fresco. Son habituales períodos de calor intenso sin lluvia, y períodos de fuertes lluvias y clima fresco. El otoño suele ser relativamente cálido.
| Parámetros climáticos promedio de Oriol (normales 1991–2020, extremos 1948–presente) | Parámetros climáticos promedio de Oriol (normales 1991–2020, extremos 1948–presente) | Parámetros climáticos promedio de Oriol (normales 1991–2020, extremos 1948–presente) | Parámetros climáticos promedio de Oriol (normales 1991–2020, extremos 1948–presente) | Parámetros climáticos promedio de Oriol (normales 1991–2020, extremos 1948–presente) | Parámetros climáticos promedio de Oriol (normales 1991–2020, extremos 1948–presente) | Parámetros climáticos promedio de Oriol (normales 1991–2020, extremos 1948–presente) | Parámetros climáticos promedio de Oriol (normales 1991–2020, extremos 1948–presente) | Parámetros climáticos promedio de Oriol (normales 1991–2020, extremos 1948–presente) | Parámetros climáticos promedio de Oriol (normales 1991–2020, extremos 1948–presente) | Parámetros climáticos promedio de Oriol (normales 1991–2020, extremos 1948–presente) | Parámetros climáticos promedio de Oriol (normales 1991–2020, extremos 1948–presente) | Parámetros climáticos promedio de Oriol (normales 1991–2020, extremos 1948–presente) | Parámetros climáticos promedio de Oriol (normales 1991–2020, extremos 1948–presente) |
| Mes                                                                                  | Ene.                                                                                 | Feb.                                                                                 | Mar.                                                                                 | Abr.                                                                                 | May.                                                                                 | Jun.                                                                                 | Jul.                                                                                 | Ago.                                                                                 | Sep.                                                                                 | Oct.                                                                                 | Nov.                                                                                 | Dic.                                                                                 | Anual                                                                                |
| ------------------------------------------------------------------------------------ | ------------------------------------------------------------------------------------ | ------------------------------------------------------------------------------------ | ------------------------------------------------------------------------------------ | ------------------------------------------------------------------------------------ | ------------------------------------------------------------------------------------ | ------------------------------------------------------------------------------------ | ------------------------------------------------------------------------------------ | ------------------------------------------------------------------------------------ | ------------------------------------------------------------------------------------ | ------------------------------------------------------------------------------------ | ------------------------------------------------------------------------------------ | ------------------------------------------------------------------------------------ | ------------------------------------------------------------------------------------ |
| Temp. máx. abs. (°C)                                                                 | 7.0                                                                                  | 9.4                                                                                  | 19.3                                                                                 | 29.0                                                                                 | 32.8                                                                                 | 35.4                                                                                 | 38.7                                                                                 | 39.5                                                                                 | 31.3                                                                                 | 26.3                                                                                 | 17.5                                                                                 | 9.7                                                                                  | 39.5                                                                                 |
| Temp. máx. media (°C)                                                                | −3.6                                                                                 | −2.8                                                                                 | 3.0                                                                                  | 12.9                                                                                 | 20.1                                                                                 | 23.5                                                                                 | 25.6                                                                                 | 24.6                                                                                 | 18.2                                                                                 | 10.5                                                                                 | 2.5                                                                                  | -2.1                                                                                 | 11.0                                                                                 |
| Temp. media (°C)                                                                     | -6.1                                                                                 | -5.8                                                                                 | -0.8                                                                                 | 7.6                                                                                  | 14.3                                                                                 | 17.9                                                                                 | 19.8                                                                                 | 18.5                                                                                 | 12.7                                                                                 | 6.4                                                                                  | 0.0                                                                                  | -4.3                                                                                 | 6.7                                                                                  |
| Temp. mín. media (°C)                                                                | −8.7                                                                                 | −8.9                                                                                 | −4.3                                                                                 | 2.8                                                                                  | 8.7                                                                                  | 12.4                                                                                 | 14.5                                                                                 | 12.9                                                                                 | 8.0                                                                                  | 3.0                                                                                  | −2.2                                                                                 | −6.7                                                                                 | 2.6                                                                                  |
| Temp. mín. abs. (°C)                                                                 | −35.4                                                                                | −37.2                                                                                | −37.8                                                                                | −17.2                                                                                | −5.0                                                                                 | -0.4                                                                                 | 3.9                                                                                  | -2.2                                                                                 | −5.0                                                                                 | −13.0                                                                                | −26.4                                                                                | −35.0                                                                                | −37.8                                                                                |
| Precipitación total (mm)                                                             | 46                                                                                   | 41                                                                                   | 39                                                                                   | 40                                                                                   | 50                                                                                   | 69                                                                                   | 87                                                                                   | 54                                                                                   | 57                                                                                   | 56                                                                                   | 44                                                                                   | 47                                                                                   | 630                                                                                  |
| Días de lluvias (≥ 1 mm)                                                             | 6                                                                                    | 5                                                                                    | 8                                                                                    | 13                                                                                   | 14                                                                                   | 15                                                                                   | 15                                                                                   | 12                                                                                   | 15                                                                                   | 14                                                                                   | 11                                                                                   | 8                                                                                    | 136                                                                                  |
| Días de nevadas (≥ 1 mm)                                                             | 23                                                                                   | 21                                                                                   | 14                                                                                   | 4                                                                                    | 0.4                                                                                  | 0                                                                                    | 0                                                                                    | 0                                                                                    | 0.3                                                                                  | 3                                                                                    | 13                                                                                   | 22                                                                                   | 101                                                                                  |
| Humedad relativa (%)                                                                 | 84                                                                                   | 82                                                                                   | 77                                                                                   | 68                                                                                   | 64                                                                                   | 71                                                                                   | 72                                                                                   | 72                                                                                   | 78                                                                                   | 82                                                                                   | 87                                                                                   | 86                                                                                   | 77                                                                                   |
| Fuente: Pogoda.ru.net                                                                |                                                                                      |                                                                                      |                                                                                      |                                                                                      |                                                                                      |                                                                                      |                                                                                      |                                                                                      |                                                                                      |                                                                                      |                                                                                      |                                                                                      |                                                                                      |

## Transporte
La ciudad posee el Aeropuerto Oriol-Yuzhny. Desde 1868 existe una conexión ferroviaria entre Moscú y Oriol. 
Oriol es un importante centro de transporte en las fronteras de las regiones económicas centrales y el centro de la Tierra Negra. A través de la ciudad convergen siete carreteras importantes de valores federales y republicanas: M2 (E 105), P92, R119, R120, A142 (E93), cinco líneas de ferrocarril: a Yeléts, Moscú, Kursk, Briansk y Mijáilovski rudnik. La ciudad tiene un aeropuerto (en la actualidad (2013) no funciona). La formación de Oriol como un importante centro de transporte se debe a su posición geográfica en las fronteras de las regiones económicas. 
La ciudad cuenta con sistemas de trolebuses, tranvías y autobuses. Este tipo de transporte público que cubre todo el territorio de la ciudad. Cada autobús, tranvía y trolebús está equipado con indicadores de ruta que informan sobre la ruta a través de la ciudad, las paradas designadas, así como en los salones han detallado los patrones de tráfico, que se complementa la normativa de uso de un modo especial. Hay una lancha colectiva en el río Oká. En la ciudad hay taxis y lanzaderas, y coches de alquiler. Terminales interurbanos de transporte: la estación de Oriol, Estación Luzhki-Oriol, estación de autobuses de Oriol, así como la carretera federal M2 (E 105), P92, R119, R120, A142. 

### Tranvía
El tranvía de Oriol comenzó a funcionar a finales del siglo XIX. En ese momento, muchas ciudades ya poseían tranvías. El 3 15 de noviembre de 1898 en Oriol se inauguró el tranvía eléctrico. El proyecto fue realizado por el empresario belga FF Gilon y la firma "Compagnie Mutuelle de tranvías", que ganó el derecho a construir no solo un tranvía, sino la iluminación en la ciudad.

## Ciudades hermanadas
Oriol está hermanada con: 
- Brest, Bielorrusia
- Kerch, República de Crimea
- Leeuwarden, Frisia, Países Bajos
- Nokia (ciudad), Finlandia
- Razgrad, Bulgaria (desde 1968)

## Galería

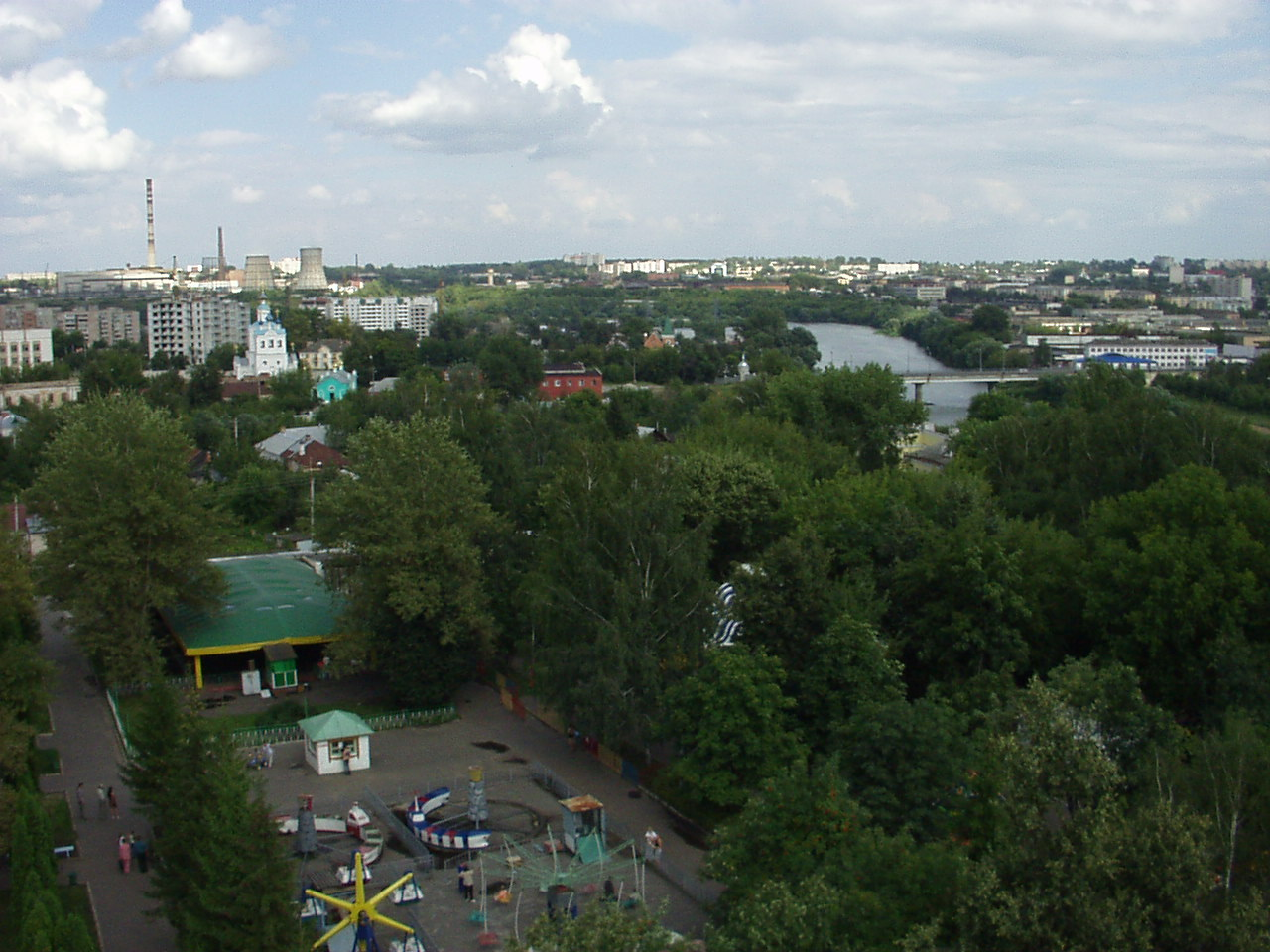
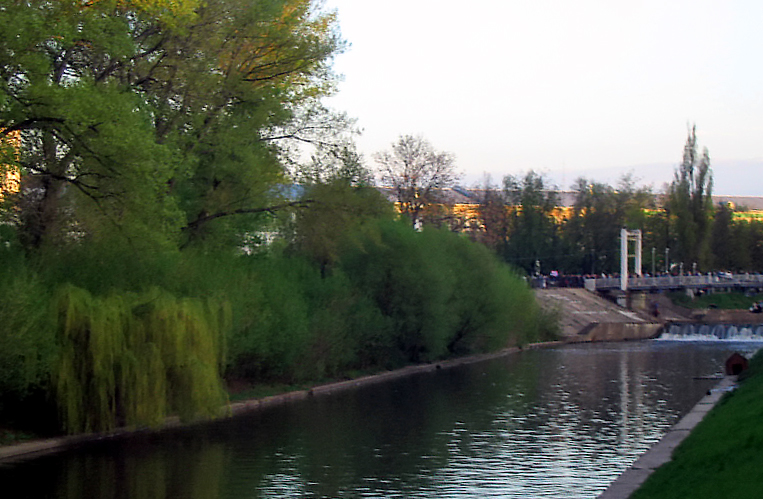
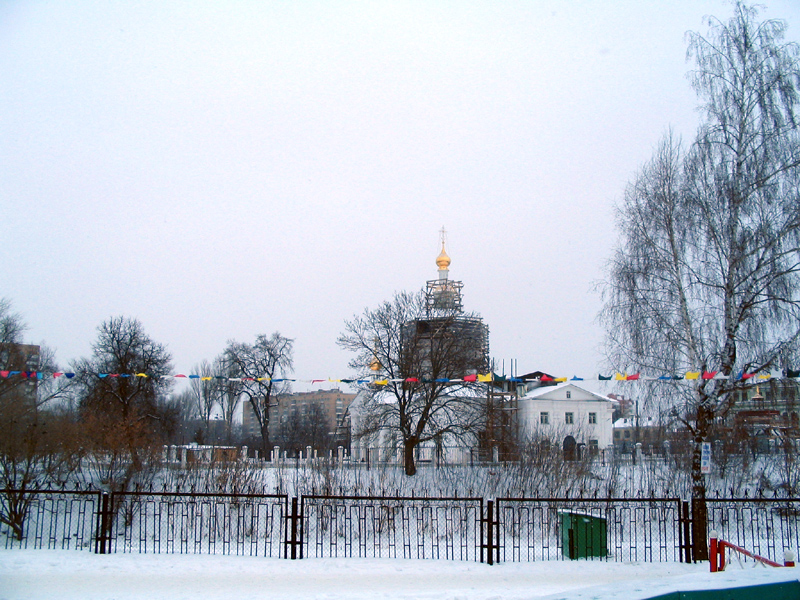
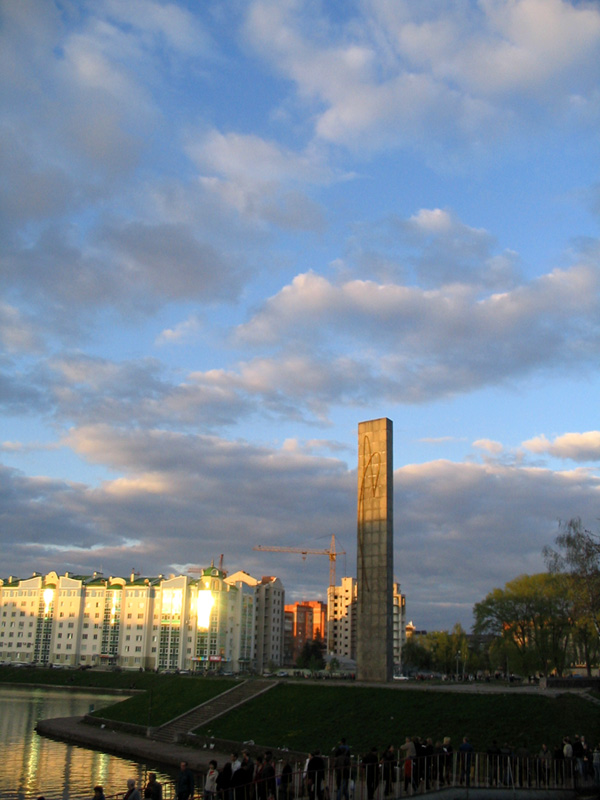
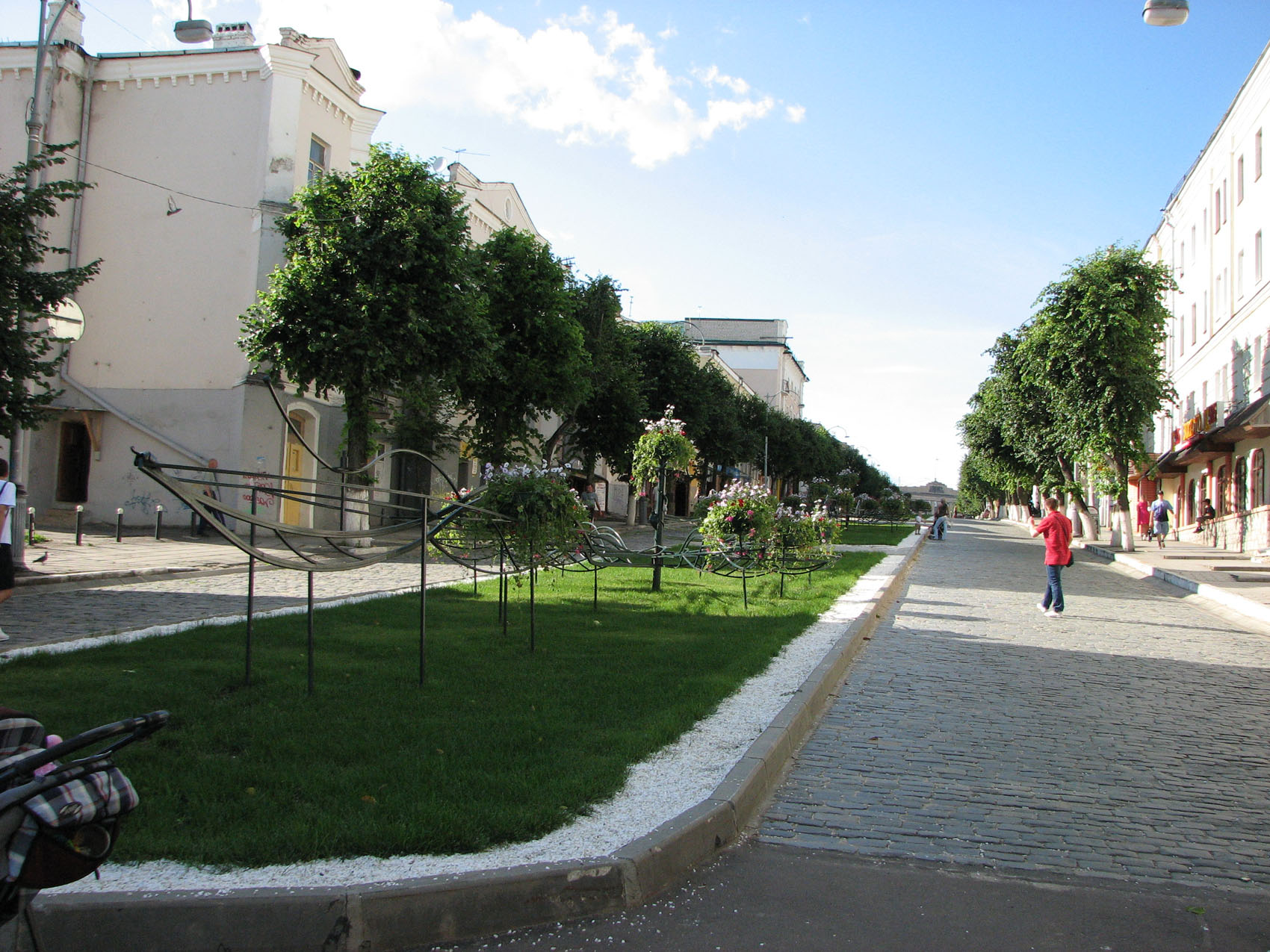
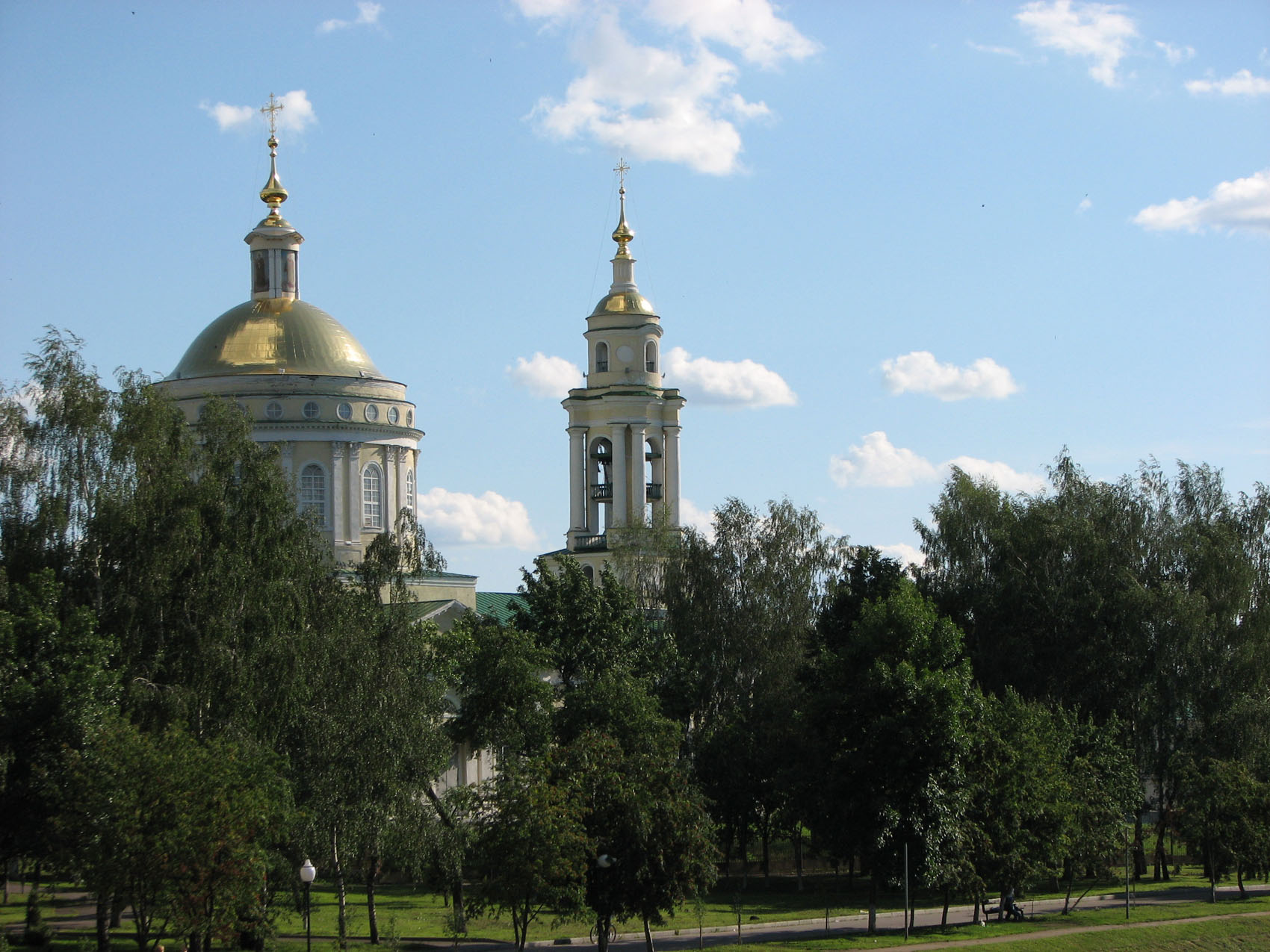
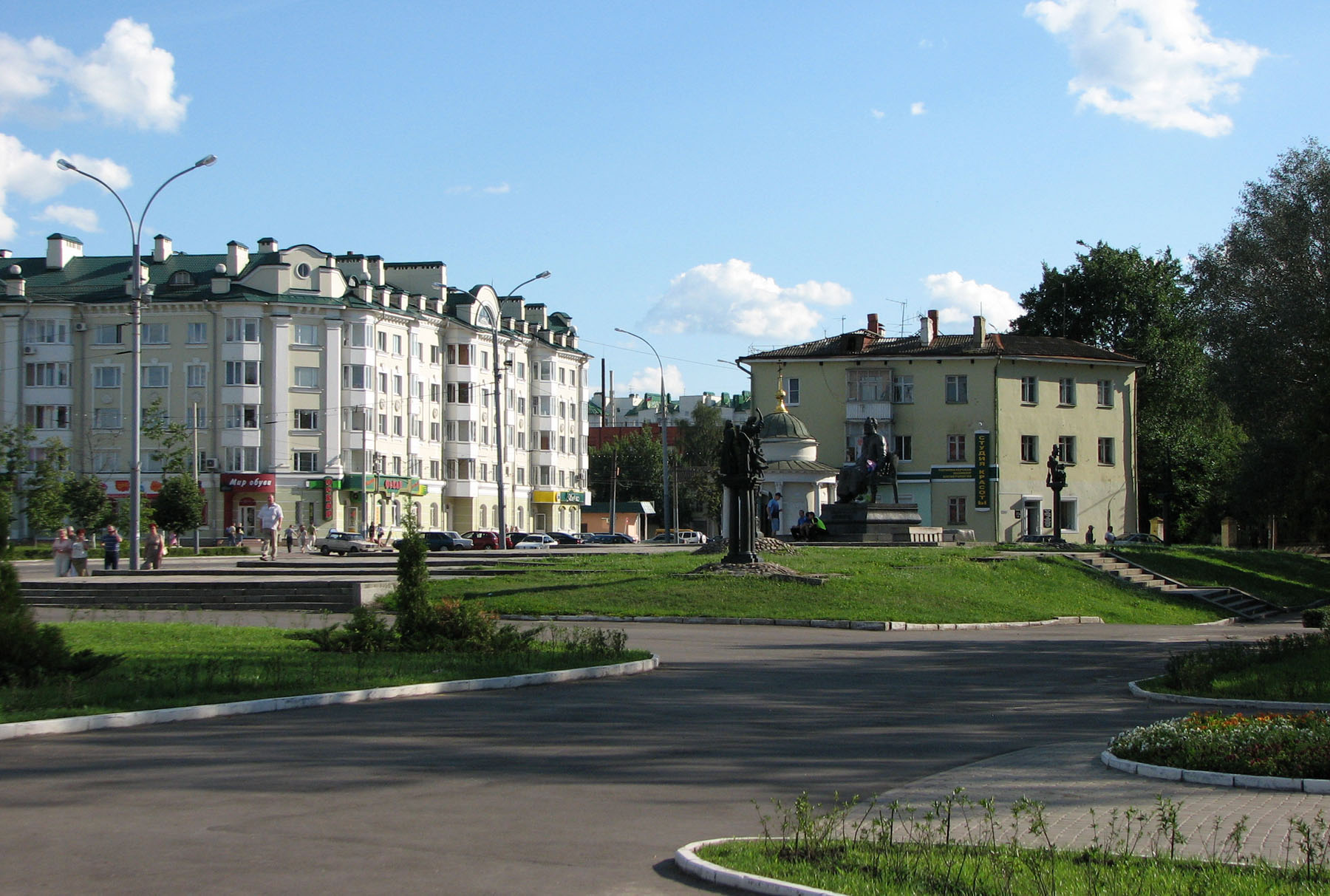
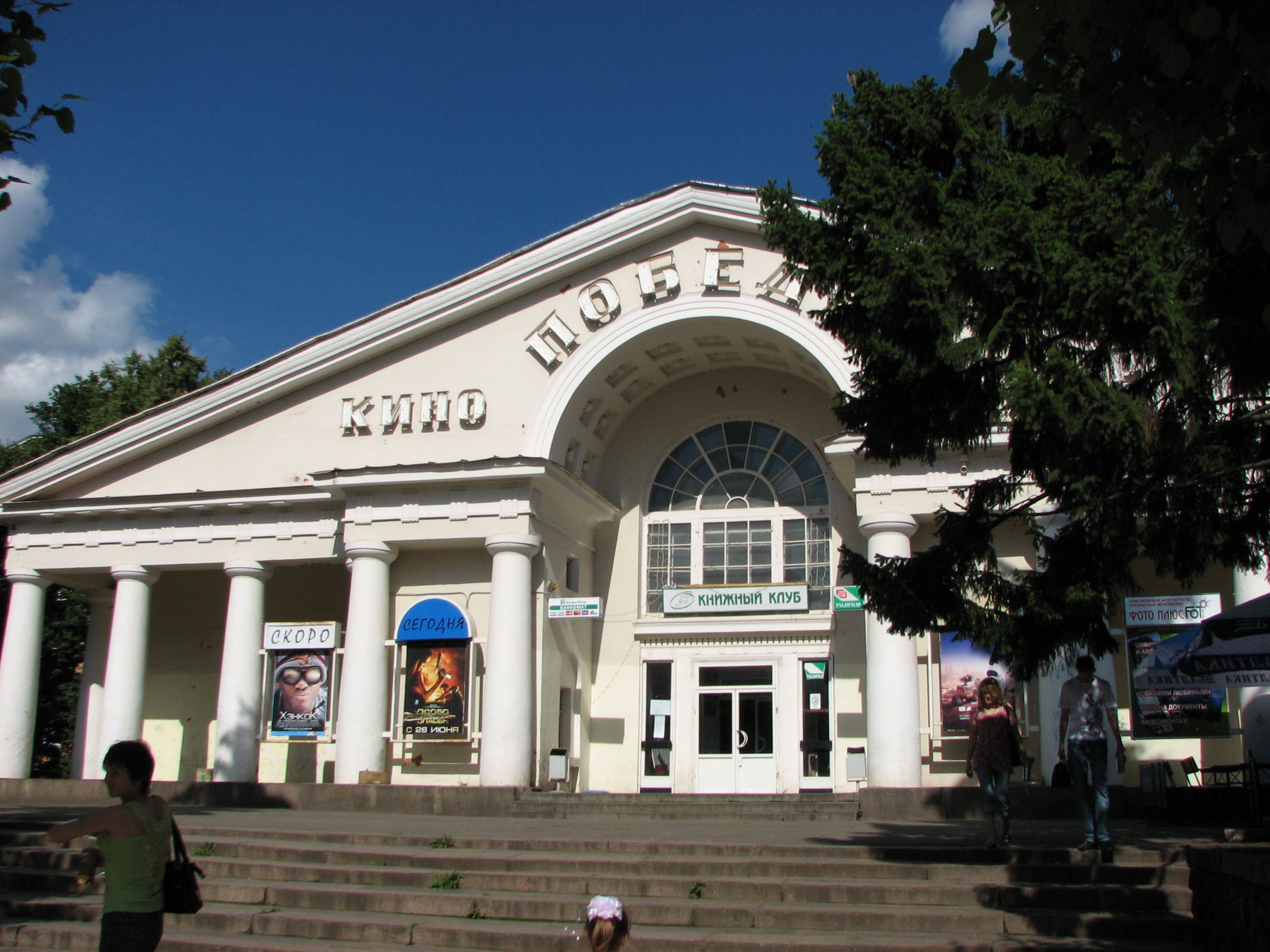
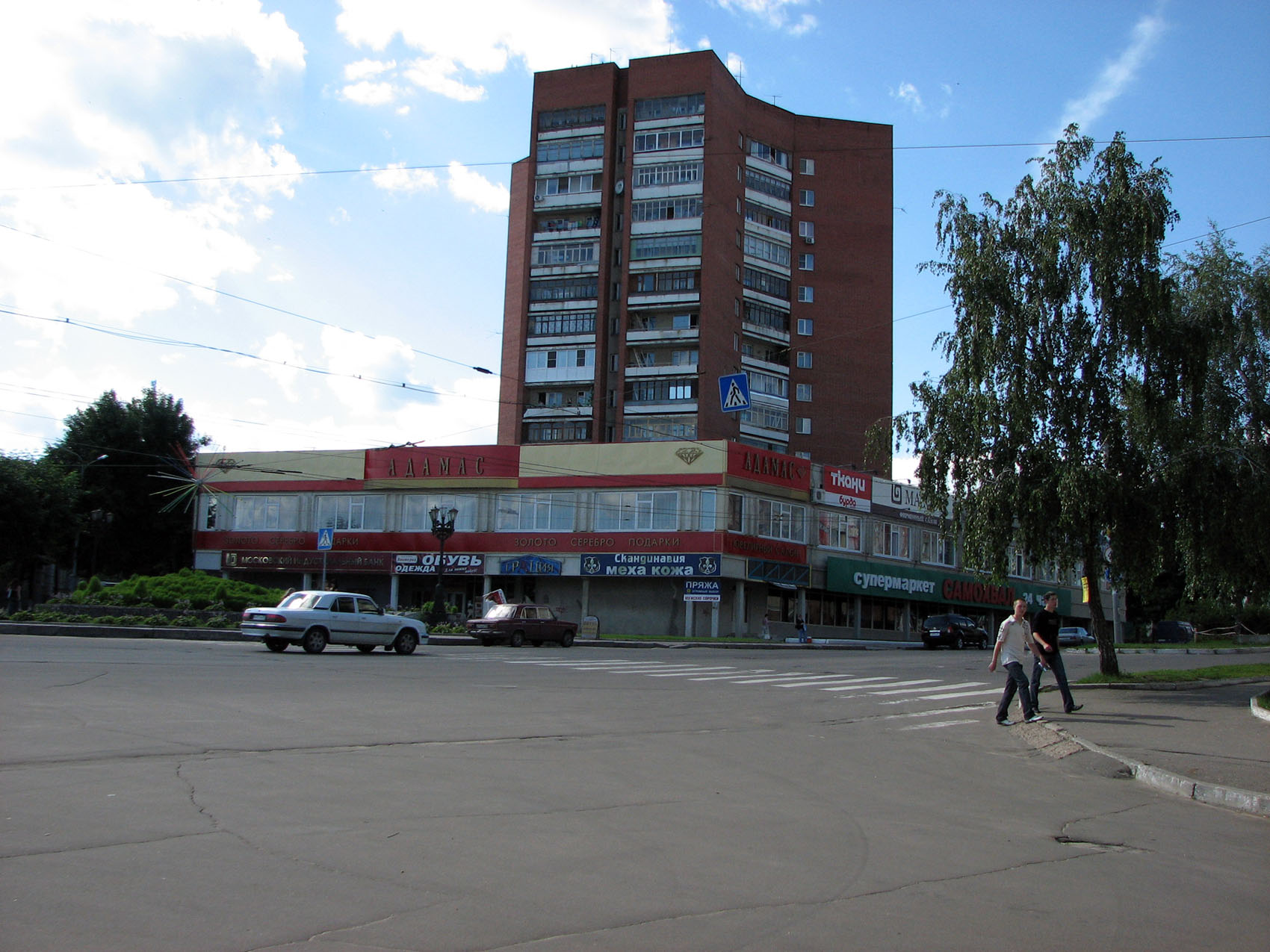
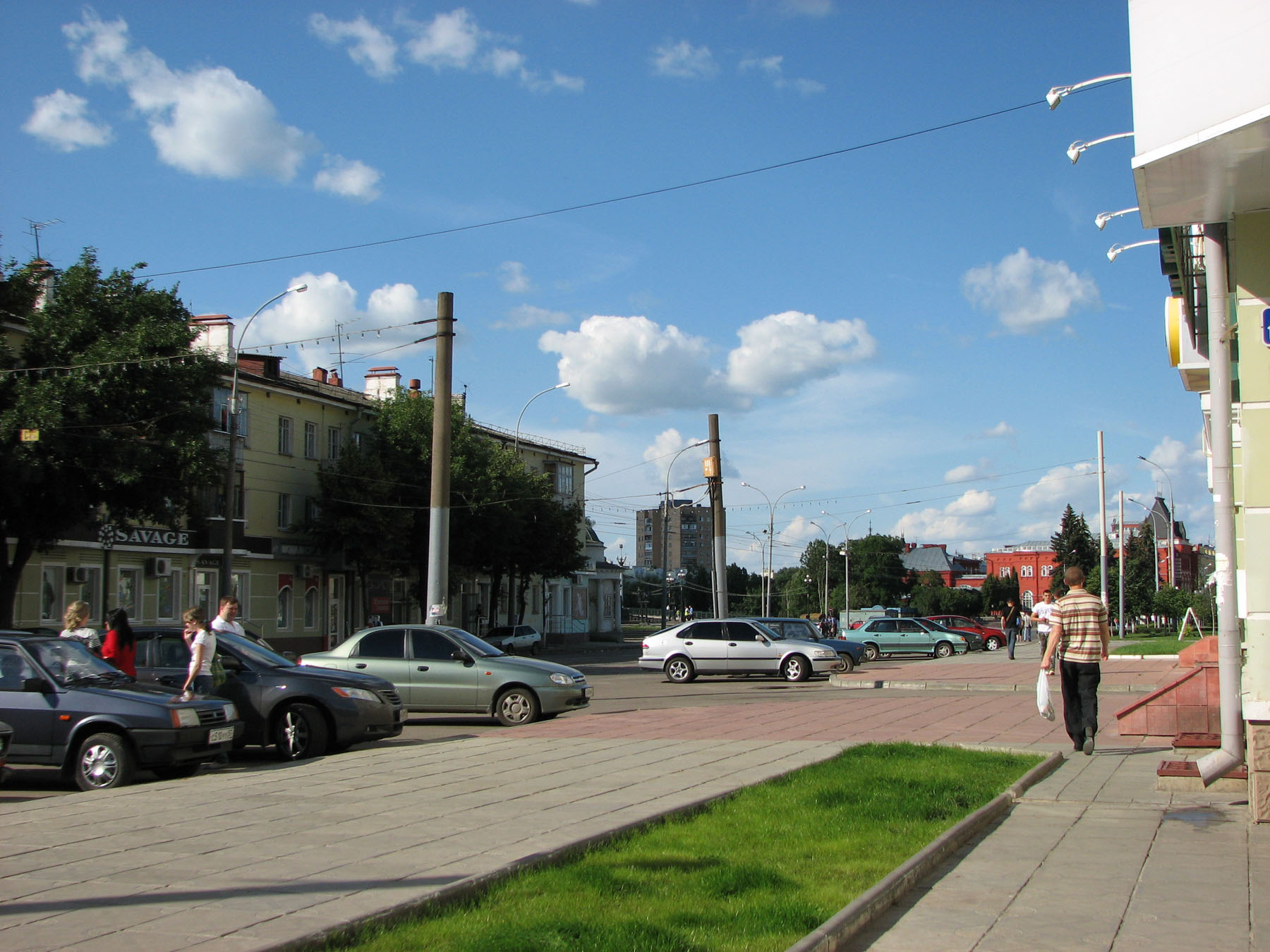
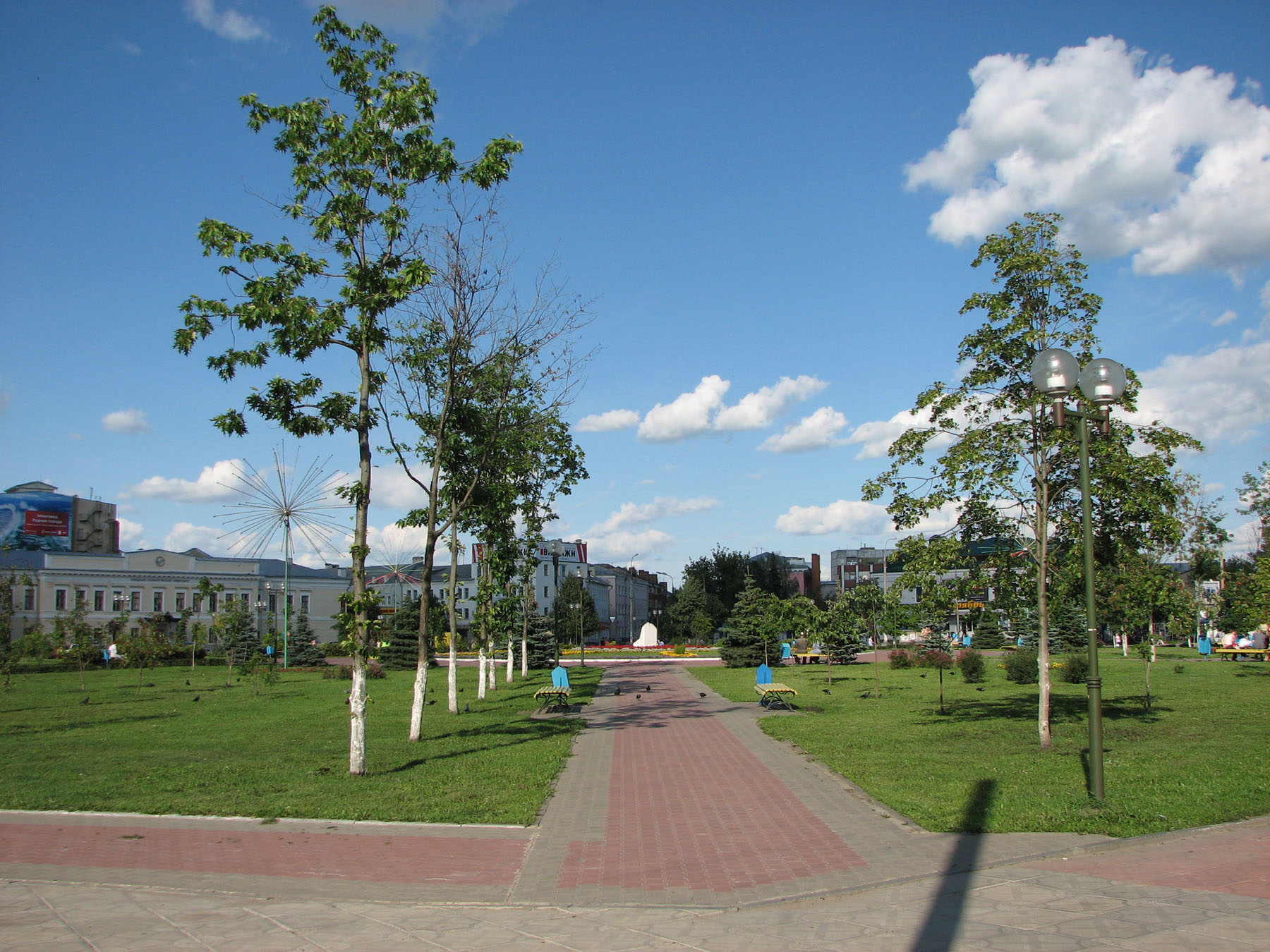
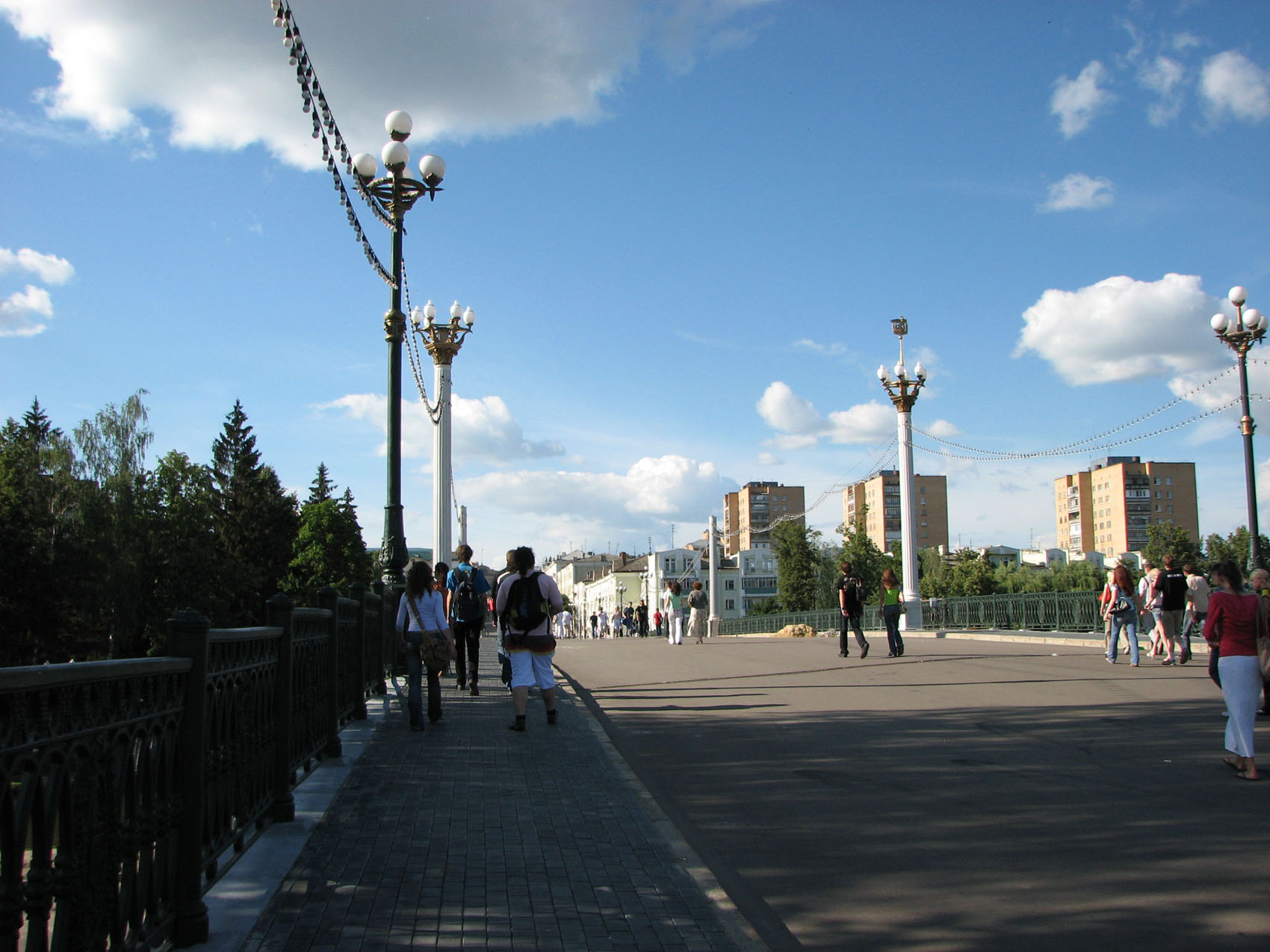
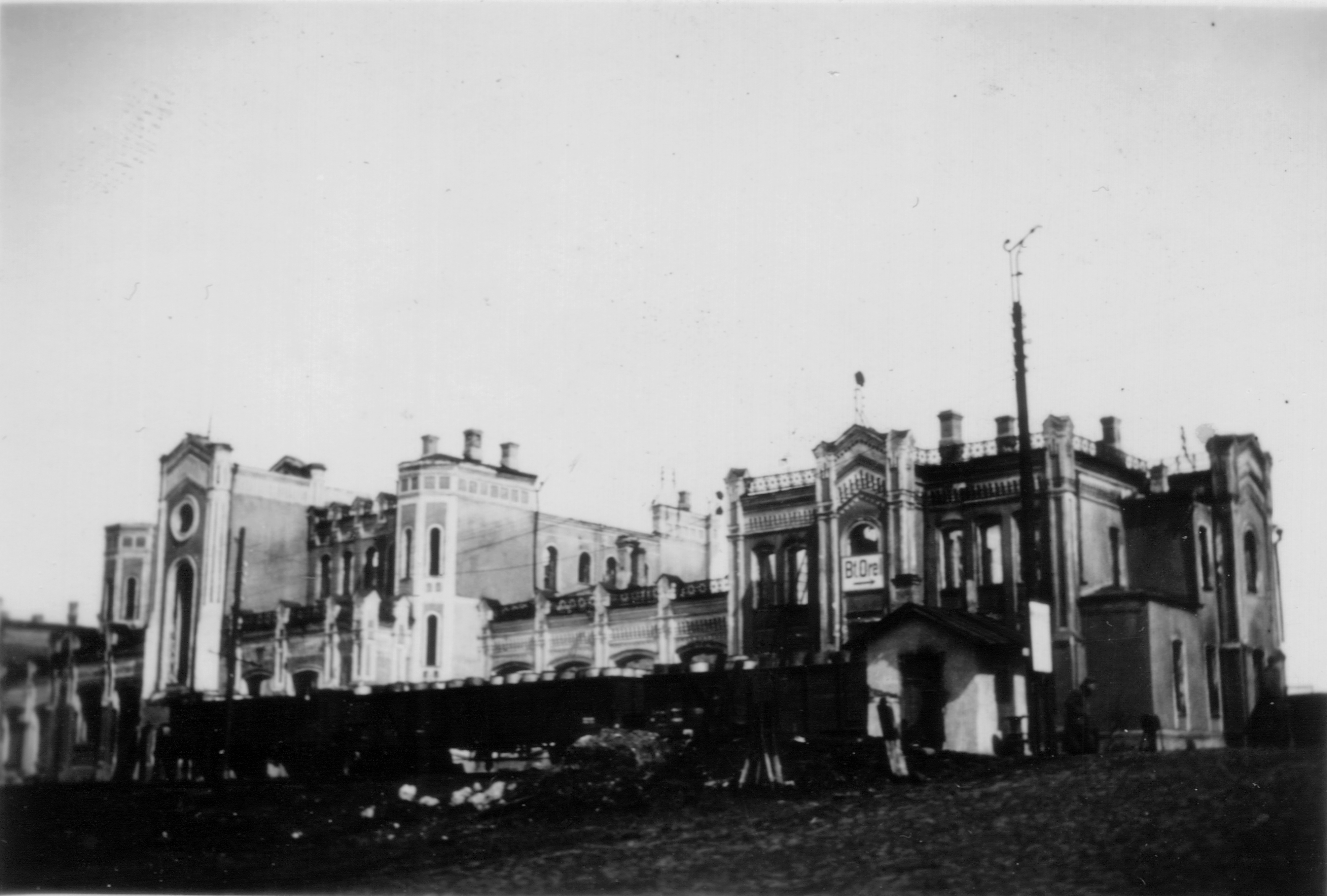
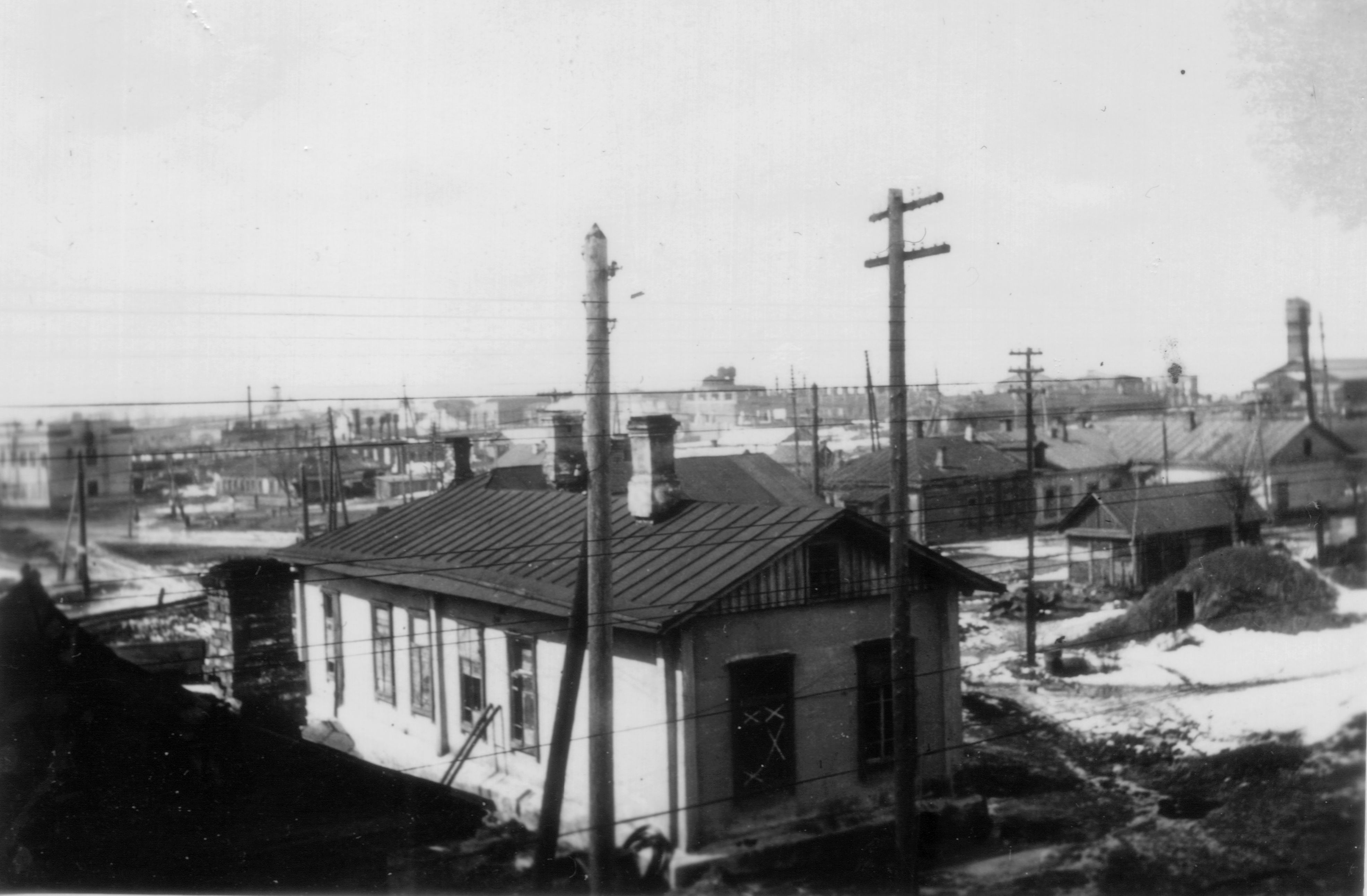